# Acanthodactylus ahmaddisii
Acanthodactylus ahmaddisii (йорданська гребнепала ящірка) — вид ящірок родини ящіркових (Lacertidae). Ендемік Йорданії. Вид названий на честь йорданського герпетолога Ахмада Дісі.

## Поширення і екологія
Йорданські гребнепалі ящірки відомі за типовим зразком, зібраним в 36 км на південь від Амману. Вони живуть в напівпустеля, серед сухих чагарникових заростей, що ростуть на твердих глинистих ґрунтах. Відкладають яйця.

## Збереження
МСОП класифікує цей вид як такий, що перебуває під загрозою зникнення. Acanthodactylus ahmaddisii загрожує знищення природного середовища.